# 武汉轨道交通13号线
武汉轨道交通13号线是武汉地铁的一条规划线路，全线起于黄陂区临空经济区，止于洪山区光谷中心城。2022年9月，武汉轨道交通13号线拟纳入第五期建设规划，线路走向和站点设置尚处于前期研究阶段，具体站点设置需待建设规划获批后开展。
13号线不仅有望提高武汉中心城区轨道交通覆盖率，还一举解决南湖一带的交通拥堵问题，并拉近汉口、武昌和光谷之间的距离。而2号线与13号线相扣形成的环线，将大力解决高校大学片区客流需求。

## 线路概况
根据《武汉市轨道交通线网规划修编（2014-2049）》，武汉地铁13号线规划起于临空经济区，经盘龙城、常青花园、新华路、汉正街、黄鹤楼、南湖大道至光谷中心城。该线路处于线网规划阶段，具体开竣工时间尚未明确，建设时序和建设规模正在研究论证中。